# Храм Різдва Христового (Курилівка)
Храм Різдва Христового — храм Кам'янської єпархії РПЦ в Україні, що розташоване у селищі Курилівка Петриківського району Дніпропетровської області. Храм 
Адреса храму: Дніпропетровська область, Петриківський район, село Курилівка.

## Історія
Перша згадка про козацький дерев'яний Свято-Георгіївський храм, розташованому на Курилівській низовині, відноситься до початку XVIII століття. Весняний паводок зруйнував селище й храм великомученика Георгія Переможця, а з часом поселення перенесли у Єлисаветівку та у нову слободу Петрівку, де і була переміщена Свято-Георгіївська церква.
9 березня 2007 року було анонсоване Кам'янською єпархією РПЦ в Україні про будівництво нового храму на честь Різдва Христового .
На території храмового комплексу в селищі Курилівка планується будівництво:
- нижнього храму у вигляді розгорнутої книги, на гранітних сторінках якої будуть вигравірувані Декалог і Заповіді Блаженства,
- Різдвяної печери в натуральну величину,
- місіонерського центру,
- дитячого духовно — спортивного табору,
- келій для майбутнього монастиря.

Сам Христове-Різдвяний храм буде побудований .
18 листопада 2008 року в селищі Курилівка в основу величного храму на честь Різдва Христового були закладені святі мощі і перший камінь. 4 червня 2009 року в споруджуваний храм на постійне перебування була передана частка мощей Святого Вацлава, князя Чеського. Виготовлено ковчег для мощей для поклоніння віруючим РПЦ в Україні.